# Macrobia (regno)

Ricostruzione dell'oikoumene (mondo abitato) come descritto da Erodoto nel V secolo a.C.

Macrobia (Μακροβίοι in greco) è un regno tribale proto-somalo posto nel Corno d'Africa menzionato da Erodoto, ed è uno dei popoli leggendari postulati all'estremità del mondo conosciuto (dalla prospettiva dei Greci), in questo caso nell'estremo sud, in contrasto con Iperborea nell'estremo oriente.

## Registri
Stando a Erodoto, il Re di Persia Cambise II, dopo la conquista dell'Egitto nel 525 a.C., mandò degli ambasciatori a Macrobia, portando doni di lusso al loro re in cambio della sottomissione. Il re macrobiano, eletto almeno in parte in base alla sua statura, rispose invece con una sfida da parte della sua controparte persiana nella forma di un arco: se i persiani fossero riusciti a incordarlo, allora avrebbero invaso il paese, ma fino ad allora sarebbero stati grati agli dei che nessuna invasione avesse mai avuto luogo.
Ancora secondo Erodoto, i macrobiani praticarono una forma elaborata dell'imbalsamazione: conservavano i morti prima estraendone l'umidità, poi avvolgendoli in uno strato di gesso o intonaco e infine decorando l'esterno del "sarcofago" con colori vividi in modo da imitare il deceduto il più realisticamente possibile. Il corpo sarebbe poi posto in una colonna di cristallo vuota, che tenevano in casa per circa un anno.
I macrobiani erano descritti da Erodoto come un popolo di pastori e guerrieri, padrone di una potenza regionale ricca e ben coltivata, noto per la sua grandezza, la sua bellezza, il suo vigore fisico ("i più alti e belli tra tutti gli uomini") e la sua longevità (con l'età media di 120 anni grazie a una dieta che comprendeva carne e latte), oltre che per le abilità nella lavorazione del metallo, nella navigazione e anche nelle belle arti; le loro città, piene di mercati, palazzi di giustizia e prigioni, godevano delle leggi e istituzioni tutte loro, ed erano governate da un monarca elettivo, il quale, stando a Erodoto, richiedeva dei requisiti fisici e intellettuali.. Macrobia era nota anche per essere ricca di oro, che era in quantità così grandi che i prigionieri possedevano manette d'oro. Questa intera descrizione concorda col popolo somalo, un popolo alto e di bell'aspetto esperto nella cultura marittima, con una dieta consistente soprattutto di carne e latte. Il punto di vista di Erodoto è condiviso anche dallo studioso indiano Mamta Agarwal, che scrive: "questa gente non erano niente meno che gli abitanti della Somalia, dall'altra parte del Mar Rosso."